# Villeneuve-en-Montagne
Pour les articles homonymes, voir Villeneuve.
Villeneuve-en-Montagne est une commune française située dans le département de Saône-et-Loire, en région Bourgogne-Franche-Comté.

## Géographie

### Communes limitrophes
| - OpenStreetMap Limite communale. |

### Climat
Pour des articles plus généraux, voir Climat de la Bourgogne-Franche-Comté et Climat de Saône-et-Loire.
En 2010, le climat de la commune est de type climat océanique dégradé des plaines du Centre et du Nord, selon une étude du Centre national de la recherche scientifique s'appuyant sur une série de données couvrant la période 1971-2000. En 2020, Météo-France publie une typologie des climats de la France métropolitaine dans laquelle la commune est exposée à un climat océanique altéré et est dans la région climatique Bourgogne, vallée de la Saône, caractérisée par un bon ensoleillement (1 900 h/an), un été chaud (18,5 °C), un air sec au printemps et en été et des vents faibles.
Pour la période 1971-2000, la température annuelle moyenne est de 10 °C, avec une amplitude thermique annuelle de 17,2 °C. Le cumul annuel moyen de précipitations est de 868 mm, avec 12,5 jours de précipitations en janvier et 7,8 jours en juillet. Pour la période 1991-2020, la température moyenne annuelle observée sur la station météorologique de Météo-France la plus proche, « St-Maurice-lès-Couches_sapc », sur la commune de Saint-Maurice-lès-Couches à 12 km à vol d'oiseau, est de 11,5 °C et le cumul annuel moyen de précipitations est de 803,5 mm. 
La température maximale relevée sur cette station est de 40,4 °C, atteinte le 12 août 2003 ; la température minimale est de −16,7 °C, atteinte le 20 décembre 2009,,.
Les paramètres climatiques de la commune ont été estimés pour le milieu du siècle (2041-2070) selon différents scénarios d'émission de gaz à effet de serre à partir des nouvelles projections climatiques de référence DRIAS-2020. Ils sont consultables sur un site dédié publié par Météo-France en novembre 2022.

## Urbanisme

### Typologie
Au 1er janvier 2024, Villeneuve-en-Montagne est catégorisée commune rurale à habitat dispersé, selon la nouvelle grille communale de densité à sept niveaux définie par l'Insee en 2022.
Elle est située hors unité urbaine. Par ailleurs la commune fait partie de l'aire d'attraction de Chalon-sur-Saône, dont elle est une commune de la couronne,. Cette aire, qui regroupe 109 communes, est catégorisée dans les aires de 50 000 à moins de 200 000 habitants,.

### Occupation des sols
L'occupation des sols de la commune, telle qu'elle ressort de la base de données européenne d’occupation biophysique des sols Corine Land Cover (CLC), est marquée par l'importance des territoires agricoles (82,3 % en 2018), une proportion sensiblement équivalente à celle de 1990 (82,9 %). La répartition détaillée en 2018 est la suivante : prairies (71,2 %), forêts (17,7 %), zones agricoles hétérogènes (10,2 %), terres arables (0,9 %). L'évolution de l’occupation des sols de la commune et de ses infrastructures peut être observée sur les différentes représentations cartographiques du territoire : la carte de Cassini (XVIIIe siècle), la carte d'état-major (1820-1866) et les cartes ou photos aériennes de l'IGN pour la période actuelle (1950 à aujourd'hui).

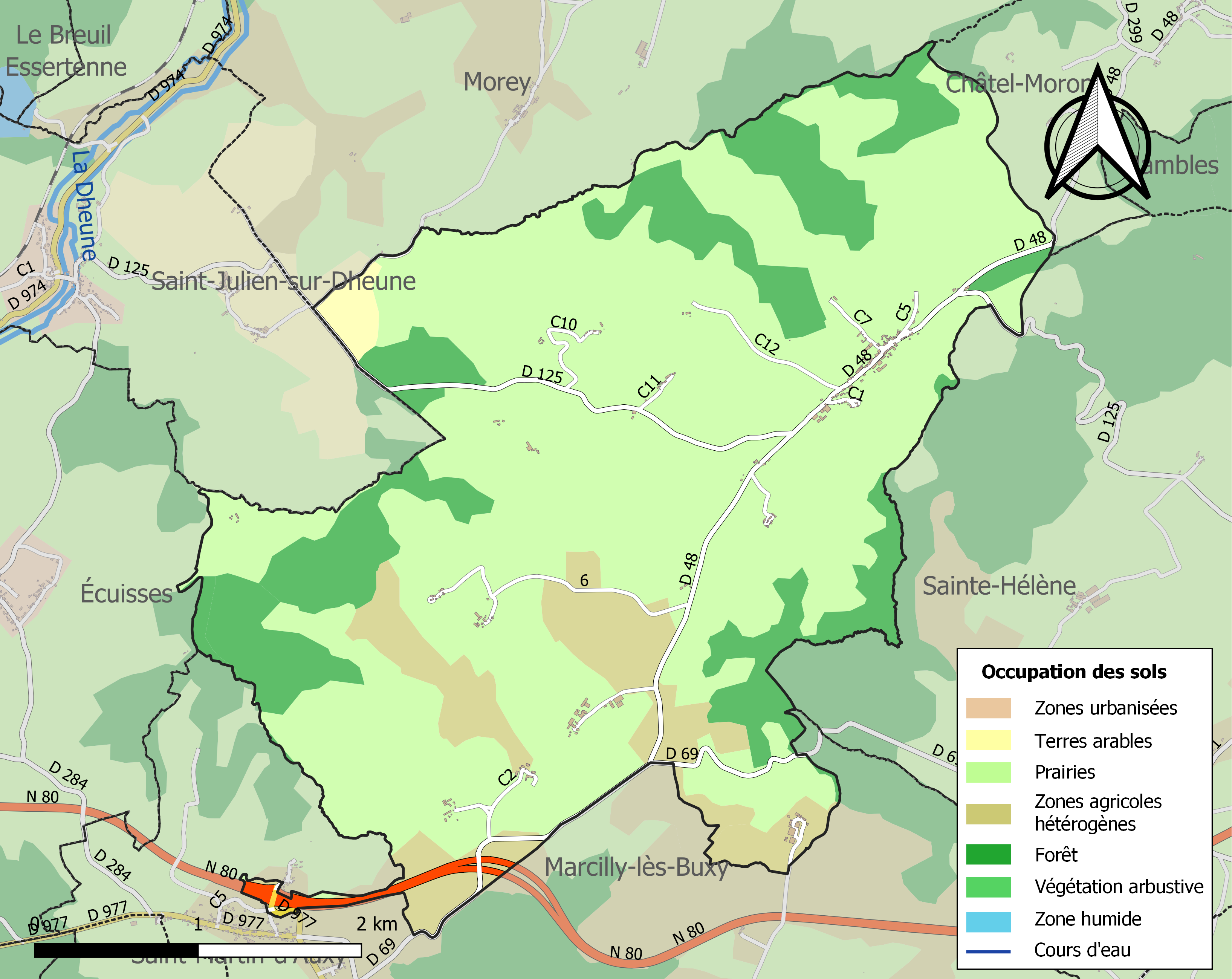
Carte des infrastructures et de l'occupation des sols de la commune en 2018 (CLC).

## Histoire
La commune a absorbé, en 1846, la commune voisine de La Chapelle-de-Villars ; cette dernière porta provisoirement, sous la Révolution française, le nom de Villars-en-Montagne.
Le 11 décembre 1942, un Handley Page Halifax de la Royal Air Force, touché par la Flak au-dessus du Creusot, s'écrase à quelques mètres des habitations du hameau des Gauthey. Une stèle avec plaque inaugurée le 12 décembre 1992 rappelle cette tragédie.

## Politique et administration
| Période                                  | Période   | Identité              | Étiquette | Qualité |
| ---------------------------------------- | --------- | --------------------- | --------- | --- |
| 1940                                     | mars 1977 | Georges BOURGOGNE     | Rad.      | Ancien conseiller général du canton de Buxy                                                                           |
| mars 1977                                | mars 2008 | Claude BRUNEAU        |           | Economiste construction honoraire                                                                                     |
| mars 2008                                | mai 2020  | Jean-Claude DUCAROUGE |           | |
| mai 2020                                 | en cours  | Frédéric LAURENCY     |           | 3ème vice-président de la communauté de communes Sud Côte Chalonnaise chargé de la Vie associative, sports et culture |
| Les données manquantes sont à compléter. |           |                       |           | |

## Démographie
L'évolution du nombre d'habitants est connue à travers les recensements de la population effectués dans la commune depuis 1793. Pour les communes de moins de 10 000 habitants, une enquête de recensement portant sur toute la population est réalisée tous les cinq ans, les populations de référence des années intermédiaires étant quant à elles estimées par interpolation ou extrapolation. Pour la commune, le premier recensement exhaustif entrant dans le cadre du nouveau dispositif a été réalisé en 2005.

En 2022, la commune comptait 174 habitants, en évolution de +8,75 % par rapport à 2016 (Saône-et-Loire : −1,06 %, France hors Mayotte : +2,11 %).
| 1793 | 1800 | 1806 | 1821 | 1831 | 1836 | 1841 | 1846 | 1851 |
| ---- | ---- | ---- | ---- | ---- | ---- | ---- | ---- | ---- |
| 193  | 202  | 199  | 219  | 408  | 386  | 397  | 398  | 409  |

| 1856 | 1861 | 1866 | 1872 | 1876 | 1881 | 1886 | 1891 | 1896 |
| ---- | ---- | ---- | ---- | ---- | ---- | ---- | ---- | ---- |
| 419  | 421  | 361  | 378  | 402  | 387  | 380  | 400  | 339  |

| 1901 | 1906 | 1911 | 1921 | 1926 | 1931 | 1936 | 1946 | 1954 |
| ---- | ---- | ---- | ---- | ---- | ---- | ---- | ---- | ---- |
| 339  | 330  | 325  | 273  | 274  | 233  | 217  | 235  | 185  |

| 1962 | 1968 | 1975 | 1982 | 1990 | 1999 | 2005 | 2006 | 2010 |
| ---- | ---- | ---- | ---- | ---- | ---- | ---- | ---- | ---- |
| 163  | 169  | 158  | 146  | 134  | 142  | 139  | 138  | 154  |

| 2015 | 2020 | 2022 | - | - | - | - | - | - |
| ---- | ---- | ---- | - | - | - | - | - | - |
| 158  | 169  | 174  | - | - | - | - | - | - |

## Culture locale et patrimoine

### Lieux et monuments

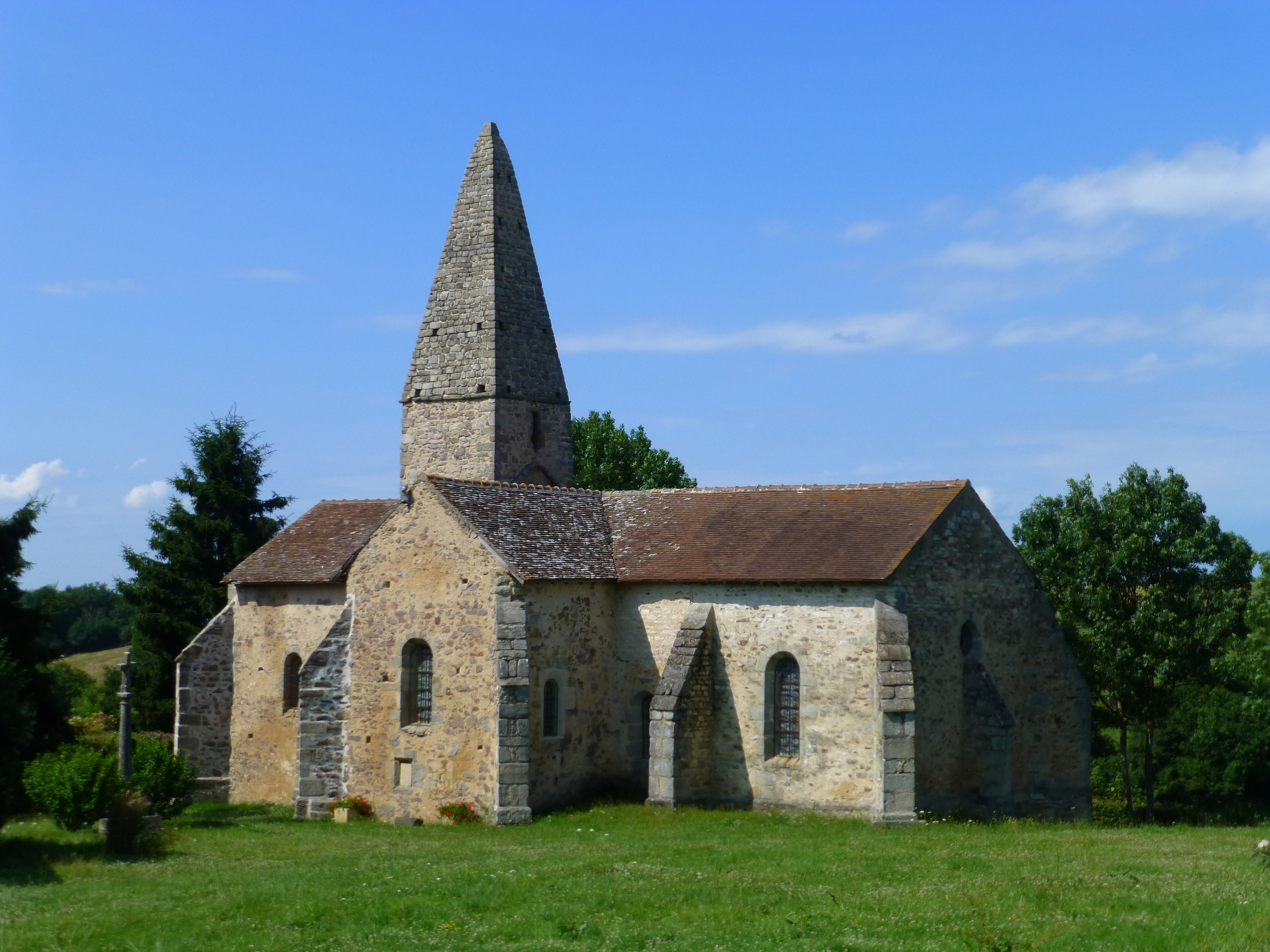
La chapelle de Villars.

- Le hameau de La Chapelle-de-Villars, ancienne paroisse, et son église du XIVe siècle, qui présente la particularité d'abriter le gisant de Berthaud de La Chapelle de Villiers, évêque de Chalon-sur-Saône, mort en 1333[19]. Long de 2,35 mètres, il représente l'évêque portant chasuble et mitré, la tête reposant sur un coussin rectangulaire. Sous ses pieds, un chien. Sa crosse est posée sur le côté gauche. Ses mains, ramenées sur la poitrine et jointes dans l'attitude de la prière, sont recouvertes de gants ornés d'un médaillon. Aux angles de la pierre veillent quatre angelots thuriféraires. L'ensemble a beaucoup souffert des outrages du temps et les angelots, par exemple, sont décapités[20].
- Le col des Baudots, que Villeneuve-en-Montagne se partage avec Marcilly-lès-Buxy, qui culmine à 421 mètres d'altitude et est réputé être sur la ligne de partage des eaux entre la mer Méditerranée et l'océan Atlantique[21].
- Un ensemble boisé considéré comme « remarquable » à l'échelle du département : une allée de séquoias formant une nef monumentale sur le chemin d'accès à la chapelle de Villard[22].
- Au lieu-dit « Les Gautheys » : le monument commémoratif du crash, le 11 décembre 1942, du Halifax DT579 NP-V du Squadron 158, parti de Rufforth pour une mission sur Turin et abattu par la Flak (tués : F/L C.L. Sparke, Sgt R. Edlington, P/O J.B. Aris, Sgt R.F. Watson RCAF, Sgt H. Middleton, Sgt J.W. Furniss et P/O D.R. Collyer).

### Personnalités liées à la commune
- Berthaud de La Chapelle de Villiers, évêque de Chalon-sur-Saône, dont le gisant est visible dans la commune.

### Héraldique
| Blason de Villeneuve-en-Montagne | Blason  | Divisé en chevron : au 1er de gueules au crosseron d'argent à dextre et au mont isolé de six coupeaux du même à senestre, au 2e de sinople au taureau passant d'argent ; au chevron d'or brochant sur la partition. |
| Blason de Villeneuve-en-Montagne | Détails | Le statut officiel du blason reste à déterminer. |

## Pour approfondir